# Julien Donkey-Boy
Pour plus de détails, voir Fiche technique et Distribution.
Julien Donkey-Boy est un film américain réalisé par Harmony Korine, sorti en 1999.

## Synopsis
L'histoire d'une famille comme les autres : différente.
Julien Donkey-boy évolue dans cet environnement, mère absente, père dépressif, frère ne pensant qu'à la réussite dans le domaine du sport, grand-mère qui choisit la solitude de la mémoire, et sa sœur, la seule personne avec qui il partage une relation.
Mais lui aussi a ses problèmes, schizophrénie, paranoïa, solitude...

## Fiche technique
- Titre : Julien Donkey-Boy
- Réalisation : Harmony Korine
- Scénario : Harmony Korine
- Production : Scott Macaulay, Robin O'Hara et Cary Woods
- Photographie : Anthony Dod Mantle
- Montage : Valdís Óskarsdóttir
- Pays d'origine :  États-Unis
- Format : Couleurs - 1,78:1
- Genre : Comédie dramatique
- Dates de sortie : 
  -  États-Unis : 15 novembre 1999 (Los Angeles, Californie)
  -  France : 13 septembre 2000

## Distribution
- Ewen Bremner : Julien
- Brian Fisk : Garçon de l'étang
- Chloë Sevigny : Pearl
- Werner Herzog : Père
- Victor Varnado : Rappeur
- Timothy Allen : Fêtard
- Donna Smith : danseuse

## Distinctions
- BAFICI 2000 :
  - Meilleur acteur pour Ewen Bremner
  - Mention spécial cinématographie pour Anthony Dod Mantle

- Festival international du film de Gijón 1999 :
  - Meilleur directeur artistique pour Harmony Korine

## Autour du film
- C'est un film tourné selon le Dogme95.
- L'air d'opéra O mio babbino caro de Giacomo Puccini se fait entendre plusieurs fois dans le film.